# Чичинадзе, Мария Кузьминична
Мари́я Кузьми́нична Чичина́дзе (до 1952 — Сёмина) (14 сентября 1928, д. Занино, Тульский район Тульской губернии — ныне Ленинского района Тульской области — 2 апреля 2019) — советская волейболистка, игрок сборной СССР (1952). чемпионка мира 1952, 3-кратная чемпионка СССР. Нападающая. Мастер спорта СССР (1952).

## Биография
Выступала за команды: 1947—1950 — СКИФ (Москва), 1951—1960 — «Локомотив»/«Метрострой» (Москва). В составе «Локомотива»: двукратная чемпионка СССР (1952 и 1957), 5-кратный серебряный призёр чемпионатов СССР (1951, 1953—1955, 1960), обладатель Кубка СССР 1952. В составе сборной Москвы — чемпионка СССР и Спартакиады народов СССР 1956.
В составе сборной СССР в 1952 году стала чемпионкой мира.
После окончания игровой карьеры работала тренером.
Похоронена в Москве на Армянском кладбище, в семейно-родственной могиле на участке 6/1.